# Ходецкий, Станислав
Станислав Ходецкий (пол. Stanisław Chodecki z Chodcza; ? Ходеч — 1529) — гетман польный коронный в 1492—1499 и 1501—1505 гг, маршалок великий коронный (1505), каштелян львовский (1496—1505), староста галицкий, львовский и любачевский.

## Биография
Представитель польского шляхетского рода Ходецких герба «Огоньчик». Сын воеводы подольского и русского Станислава Ходецкого (ум. 1474) и Барбары Пилецкой (ум. после 1508). Братья — каштелян львовский Николай, староста каменецкий Ян, каштелян галицкий Пётр, епископ каменецкий Анджей, староста галицкий Спытко, воевода сандомирский и краковский Отто и староста галицкий Рафаил.
В 1488—1492 годах — староста галицкий. Командовал земскими войсками на Руси в 1492 году и на Подолье в 1494 году.
После 1493 года был кастеляном львовским. Принимал участие в молдавском походе короля Яна Ольбрахта. В 1498 году оборонял границу по реке Сан от татар. 13 апреля 1501 года был назначен львовским старостой и генеральным старостой Руси.
В 1506 году разгромил молдавские войска под Хотином. В том же году он стал маршалком великим коронным, организовал дебаты по избранию сейма. В 1509 году оборонял Каменец и Галич против молдавских войск. Участвовал в переговорах о мире с Молдовой в Каменце в 1510 году. 28 апреля 1512 года одержал крупную победу над татарами в битве под Вишневцем. После Венского конгресса 1515 года стал сторонником Габсбургов. В 1518 году руководил торжественной коронацией польской королевы Боны Сфорца. В этом же году, потерпел сокрушительное поражение в битве под Сокалем.